# Никольское сельское поселение (Троснянский район)
Никольское се́льское поселе́ние — муниципальное образование в Троснянском районе Орловской области Российской Федерации.
Административный центр — село Никольское.

## История
Статус и границы сельского поселения установлены Законом Орловской области от 19 ноября 2004 года № 444-ОЗ «О статусе, границах и административных центрах муниципальных образований на территории Троснянского района Орловской области».

## Население
| 2010  | 2012  | 2013  | 2014  | 2015  | 2016  | 2017  |
| ----- | ----- | ----- | ----- | ----- | ----- | ----- |
| 1464  | ↘1410 | ↘1404 | ↘1351 | ↘1328 | ↘1281 | ↘1253 |
| 2018  | 2019  | 2020  | 2021  | 2023  |       |       |
| ↘1228 | ↘1193 | ↘1174 | ↘1114 | ↘1076 |       |       |

## Состав сельского поселения
| № | Населённый пункт | Тип населённого пункта       | Население |
| - | ---------------- | ---------------------------- | --------- |
| 1 | Берёзовка        | деревня                      | ↘295      |
| 2 | Бобрик           | посёлок                      | 1         |
| 3 | Гнилец           | село                         | ↘336      |
| 4 | Красавка         | деревня                      | ↘207      |
| 5 | Краснопавловский | посёлок                      | 45        |
| 6 | Никольское       | село, административный центр | ↘542      |
| 7 | Соборовка        | деревня                      | 36        |